# Festival de bande dessinée de Cracovie
Pour les articles homonymes, voir Festival de la bande dessinée.
Le Festival de bande dessinée de Cracovie (Krakowski Festiwal Komiksu) est une manifestation publique de promotion de la bande dessinée polonaise et étrangère fondée en décembre 2011 qui se déroule à un rythme annuel depuis le printemps 2013 dans l'ancienne capitale royale de la Pologne.
Elle rassemble des auteurs, dessinateurs, éditeurs, imprimeurs, traducteurs, journalistes, chroniqueurs, blogueurs, chercheurs, collectionneurs et de simples amateurs de bande dessinée, polonais et étrangers.

## Histoire
Le Festival de bande dessinée de Cracovie a été créé à l'initiative de Krakowskie Stowarzyszenie Komiksowe (Association cracovienne de bande dessinée) et de Małopolskie Studio Komiksu (Studio de bande dessinée de Petite-Pologne de la Bibliothèque publique régionale de Cracovie (pl)), déjà partenaires de l'Institut français de Cracovie pour l'organisation annuelle du Prix de la meilleure bande dessinée francophone du Festival d'Angoulême : le choix polonais lancé en 2002. Il se développe ensuite à l’artethèque (arteteka) du Jardin des Arts de Petite-Pologne (pl) (Małopolski Ogród Sztuki w Krakowie).
Son programme est bâti autour de rencontres du public avec les créateurs de bande dessinées invités, avec des chroniqueurs, critiques, traducteurs, enseignants et chercheurs travaillant sur cet art : tables rondes, conférences. Il comporte des expositions (souvent des rétrospectives), des ateliers (notamment des duels en dessins opposant des lycéens, des étudiants ou des professionnels). Il est bien sûr accompagné de ventes directes par des éditeurs, avec séances de signature, et d'une bourse d'échange.
La coordination est assurée de 2011 à 2022 par Artur Wabik. Depuis 2022, le directeur du festival est Tomasz Trzaskalik (d). Le programme du festival est préparé par les membres de l'Association cracovienne de bande dessinée (Krakowskie Stowarzyszenie Komiksowe) et de la Fondation Musée de la Bande dessinée (Fundacja Muzeum Komiksu).

## 1erFestival de bande dessinée de Cracovie (décembre 2011)
La première édition, qui s'est déroulée en décembre 2011, a été marquée notamment par une exposition de BD française préparée par l'Institut français et le Consulat général de France à Cracovie et la présentation de planches originales de Melinda de Neil Gaiman et Dagmara Matuszak (pl).

## 2eFestival de bande dessinée de Cracovie (mars 2013)
La seconde édition s'est déroulée les 24 et 25 mars 2013. Parmi les auteurs présents, on peut relever Anouk Ricard, venue présenter la version polonaise de Coucous Bouzon, lauréat du Prix de la meilleure bande dessinée francophone du Festival d'Angoulême : le choix polonais en 2012 et Tony Sandoval pour la sortie en Pologne de Doomboy. Deux ouvrages français ont été couronnés dans le cadre du 12e choix polonais : Le Singe de Hartlepool de Wilfrid Lupano et Jérémie Moreau, publié chez Delcourt
et Heureux qui comme de Nicolas Presl, publié chez Atrabile et dont deux albums seront ensuite publiés en polonais.

## 3eFestival de bande dessinée de Cracovie (avril 2014)
Parmi les invités de la troisième édition du festival (5 avril 2014) : Robert Sienicki (pl), Mateusz Skutnik (pl), Dominik Szcześniak (pl), Bartosz Sztybor (pl), Katarzyna Babis, Jakub Dębski (Dem), Daniel Grzeszkiewicz (Gedeon), Daniel Gutowski, Michał Rzecznik, Simeon Genev, Jakub Babczyński, Paweł Garwol, Tomasz Kleszcz. Rafał Szłapa a mené des activités visant à faire découvrir la création de bandes dessinées aux enfants et aux adolescents.

## 4eFestival de bande dessinée de Cracovie (mars 2015)
La quatrième édition (13-15 mars 2015) bénéficie d'un partenariat avec le Goethe Institut de Cracovie (pl) autour des auteurs de romans graphiques allemands : Andreas Platthaus (de), Reinhard Kleist, Birgit Weyhe, Markus Färber et avec l'antenne de Cracovie de l'Institut français de Pologne. La délégation en Pologne de la Fédération Wallonie-Bruxelles a facilité la présentation d'une exposition sur Spirou produite par le Centre belge de la bande dessinée (présentée avec l'Institut français jusqu’au 27 mars 2015, ainsi qu'une exposition consacrée à Fluide glacial). 
Stephen Collins participe également au festival à l'occasion de la sortie en Pologne de La Gigantesque Barbe du mal (The Gigantic Beard That Was Evil, Gigantyczna broda, która była złem).
Le devenir des univers de Thorgal fait l'objet d'une conférence-débat de Jakub Syty.

## 5eFestival de bande dessinée de Cracovie (mars 2016)
La cinquième édition du festival se déroule du 18 au 20 mars 2016. Parmi les auteurs invités, il y a Nicolas Wild (à l'occasion de la sortie en polonais de Ainsi se tut Zarathoustra - en polonais : Tako milczy Zaratustra), Krzysztof Gawronkiewicz, Jakub Rebelka, Katarzyna Niemczyk (Kate Niemczyk), connue également sous le nom d'artiste “Daimida”, Jacek Świdziński (pl), Tomasz Leśniak (pl), Rafał Skarżycki (pl), Rafał Szłapa, Jakub Dębski (“Dem”), Dominik Szcześniak (pl), Daniel Grzeszkiewicz (“Gedeon”) et comme invités d'honneur de Bruxelles Grażyna Foltyn-Kasprzak (“Graza”) et Zbigniew Kasprzak (“Kas”).
Une exposition de la collection de Wojciech Jama sous le titre Komiks i okolice (La BD et autour) est présentée comme une préfiguration d'un futur musée de la bande dessinée à Cracovie, objet d'une présentation par Artur Wabik.
Films d'animation projetés dans le cadre du festival :
- Le Jour des corneilles de Jean-Christophe Dessaint
- Le Père Frimas de Youri Tcherenkov
- Le Silence sous l'écorce de Joanna Lurie
- Kali le petit vampire (en) de Regina Pessoa
- Aya de Yopougon de Marguerite Abouet et Clément Oubrerie d'après la BD éponyme des mêmes auteurs.

### Salon de bande dessinée dans le cadre de la20eFoire du livre de Cracovie (octobre 2016)
À l'occasion de la 20e édition de la Foire du livre de Cracovie, un salon de BD (Salon Komiksu - Krakowskie Stowarzyszenie Komiksowe) est organisé du 27 au 30 octobre 2016, avec notamment des conférences, présentations et tables rondes animées par Jędrzej Chojnacki, Piotr Kasiński, Rafał Kołsut (pl), Konrad Sierzputowski, Rafał Szłapa, Artur Wabik, Robert Zaręba (naguère rédacteur en chef du Magazyn Fantastyczny (pl)).

## 6eFestival de bande dessinée de Cracovie (mars 2017)
La sixième édition du festival s'est déroulée les 25 et 26 mars 2017. 
Les invités d'honneur du festival sont le dessinateur et scénariste belge Bédu (Bernard Dumont), connu notamment pour Hugo (dont 5 tomes ont été publiés en polonais en 1990 et réédités en un volume d'intégrale en 2016, plus deux récits restés jusque-là inédits), ainsi que le dessinateur danois Søren Mosdal, dont l'album Érik Le Rouge - roi de l’hiver a été publié en polonais en 2016. Les autres participants sont notamment Simeon Genev, Nicolas Grivel et de nombreux auteurs polonais comme Jerzy Łanuszewski, Barbara Okrasa (Warchlaki), Szymon Szelc, Jakub Grochola (Mydło), Rafał Szłapa, Jakub Dem Dębski, Piotr Bednarczyk, Wojciech Stefaniec, Michał Śledziński, Przemysław Truściński, Michał Ambrzykowski, Kajetan Kusina, Krzysztof Owedyk, Arkadiusz Klimek, Anna Krztoń.

### La bande dessinée dans le cadre de la21eFoire du livre de Cracovie (octobre 2017)
Présent dans le cadre de la Foire du livre de Cracovie dont la France était invitée d'honneur et du Festival international de littérature Joseph-Conrad, Serge Bloch a présenté Bible - les récits fondateurs. Autres auteurs francophones : Tom Tirabosco, Geoffroy de Pennart, etc.

## 7eFestival de bande dessinée de Cracovie (24-25 mars 2018)
Parmi les invités étrangers en 2018 : Max Andersson, Lars Sjunnesson (venus de Suède), Willem De Graeve, directeur du Musée de la BD à Bruxelles.

## 8eFestival de la bande dessinée à Cracovie (30-31 mars 2019)
Le huitième Festival de bande dessinée de Cracovie se déroule les 30 et 31 mars 2019. Wallonie-Bruxelles International y organise la présentation de l'exposition des Schtroumpfs, réalisée à l'occasion de leurs 60 ans ainsi que la venue de deux bédéistes belges, Bédu (Bernard Dumont), dont ce n'est pas la première visite à Cracovie et Miguel Díaz Vizoso, qui est notamment un des dessinateurs des Schtroumpfs. Avec la participation de nombreux auteurs et critiques polonais et d'invités de plusieurs autres pays notamment venus d'Ukraine (Andrij Dankovytch, Bohdan Kordoba, Anton-Jaroslav Semeniouk, Denys Skorbatiouk), ou Enrique Fernández, natif de Barcelone et vivant en France.

### Salon de bande dessinée dans le cadre de la23eFoire du livre de Cracovie (octobre 2019)
Des rencontres sont organisées du 24 au 27 octobre 2019 avec les auteurs polonais Igor Jarek, Joanna Karpowicz (pl), Magdalena Lankosz, Jan Mazur (pl), Judyta Sosna, Michał „Śledziu” Śledziński (pl). Les modérateurs sont Jerzy Łanuszewski et Rafał Kołsut (pl).

## 9eFestival de la bande dessinée à Cracovie (prévu initialement du 3 au 5 avril 2020)
Avaient notamment accepté de participer à cette édition, au-delà des habituels cercles de Cracovie et du Sud de la Pologne, Sébastien Samson (d) (France), Stephen Desberg (Belgique), Max Sarin (Finlande), Dean Ormston (Angleterre), Antonio Marinetti (it) (Italie), Jakub Rebelka (de Gdańsk), Tadeusz Baranowski, Marcin Podolec (pl). Le 11 mars 2020, en raison de l'épidémie de Covid-19, les autorités polonaises interdisent les manifestations de ce type et l'événement doit être annulé.

## 10eFestival de la bande dessinée à Cracovie (mars 2021)
L'édition 2021 s'est déroulée en ligne, avec des créateurs d'Argentine, de Belgique, de France, de Pologne et d'Écosse, notamment Tom Gauld, David Vandermeulen, Max de Radiguès, Stephen Desberg, Diego Agrimbau (d) et Lucas Varela (d), ainsi que : Tomasz Grządziela (d), Wanda Hagedorn (d), Aleksandra Herzyk (d), Igor Jarek, Paweł Kicman, Gosia Kulik (d), Karolina Plewnińska, Marcin Podolec, Łukasz Ryłko (d), Judyta Sosna (d), Rafał Szłapa, Aleksandra Szmida (d), Marek Turek, Artur Wabik et Marcin Wierzchowski (d).

## 11eFestival de la bande dessinée à Cracovie (25-27 mars 2022)
Parmi les invités du festival figuraient Max Sarin (Finlande), Maria Apoleika (pl), Aleksandra Herzyk (d), Tomasz Grządziela (d) (Spell) et Magdalena Kania (pl), autrice de l'affiche du festival. Une exposition de bandes dessinées féminines belges a été présentée, réalisée en coopération avec la Délégation générale de Wallonie-Bruxelles à Varsovie. Les principaux événements du festival ont eu lieu au siège de la Fondation Musée de la Bande Dessinée.

## 12eFestival de la bande dessinée à Cracovie (24-26 mars 2023)
Les principaux participants de l'édition 2023 sont Zanzim (France), Paul Gravett (Grande-Bretagne), Sole Otero (Argentine), Laura Désirée Pozzi (Italie/France), Ludmila Samus (d) (Ukraine), Katarzyna Witerscheim (pl), Marcin Surma, Piotr Nowacki (pl), Rafał Skarżycki (pl).

## 13eFestival de la bande dessinée à Cracovie (22-24 mars 2024)
Parmi les invités du festival 2024, figurent notamment Lucie Arnoux (France), Mathieu Burniat (Belgique), Geoffroy Monde (France), Václav Šlajch (cs) (République tchèque), José Muñoz (Argentine). Une exposition collective internationale de bandes dessinées, d'illustrations et d'animations a été présentée dans la galerie de l'Institut d'art et de design UKEN de l'université de pédagogie de Cracovie, “This is fine!”, sur la fin de l'Anthropocène, la relation de l'homme avec la nature, ainsi que l'épuisement des ressources fossiles, la crise climatique et les migrations et guerres qui en découlent (commissaire : Artur Wabik),. Au musée Manggha (en) d'art et de technologie japonais, exposition “Stany splątane / Tangled States” de Mateusz Kołek (commissaire : Przemysław Wideł). Le Studio club accueille une exposition de planches de la bande dessinée Le Monde sans fin de Christophe Blain et Jean-Marc Jancovici, réalisée en coopération avec l'Institut français de Cracovie.

## Échange de résidence Cracovie-Angoulême
En 2021, grâce à la coopération entre l'Association cracovienne de bande dessiné dans le cadre de Cracovie - Ville UNESCO de littérature et la Cité internationale de la bande dessinée et de l'image, un programme de résidence en bande dessinée pour les auteurs de Cracovie et d'Angoulême a été lancé. Les artistes polonais suivants ont effectué des résidences à Angoulême : Tomasz Grządziela (d) (Spell) (2021), Katarzyna Falauke (2022), Anna Krztoń (2023), Karol Patoła (2024). Les artistes de France qui ont effectué des résidences à Cracovie sont Tamia Baudouin (2021), PieR Gajewski (d) (2022), Giorgia Marras (2023), François Gadant (d) (Gad) (2024).